# II Taso
II Taso je druhé album finské heavy metalové skupiny Kilpi.

## Skladby
| Pořadí | Název                       | Délka |
| ------ | --------------------------- | ----- |
| 1.     | Tie turvatkaa               | 3:52  |
| 2.     | Sielut iskee tulta          | 4:24  |
| 3.     | Varjoista valoihin          | 4:17  |
| 4.     | Laki (ei ole sama kaikille) | 4:06  |
| 5.     | Viimeinen näytös            | 3:36  |
| 6.     | Sen tietää                  | 5:17  |
| 7.     | Kenen joukoissa seisot      | 4:31  |
| 8.     | Eilinen                     | 4:14  |
| 9.     | Sumun maa                   | 4:38  |
| 10.    | Vapaana kaikesta            | 4:13  |
| 11.    | Matkalla                    | 5:44  |